# Asclepias amplexicaulis
Asclepias amplexicaulis är en oleanderväxtart som beskrevs av André Michaux. Asclepias amplexicaulis ingår i släktet sidenörter, och familjen oleanderväxter. Inga underarter finns listade i Catalogue of Life.